# Kenny
Kenny — англійський поп, рок та глем-рок гурт, створений у Лондоні в 1974 році. У середині 1970-х у Великобританії вони записали кілька хіт-синглів, зокрема «The Bump» і «Fancy Pants».

## Історія
У 1973 році співак гурту Irish showband і колишній соліст гуртів The Sands та The Vampires, Тоні Кенні (Tony Kenny), записав сингл «Heart of Stone». Авторами пісні були Білл Мартін (Bill Martin) і Філ Култер (Phil Coulter), продюсером був Мікі Мост ( Mickie Most). Сингл був випущений під псевдонімом Kenny, і після того, як співак повернувся до Ірландії, сингл став хітом у Британії, як і наступний реліз, «Give It to Me Now».
Білл Мартін і Філ Култер вирішили скористатися цим успіхом і перейменували абсолютно непов'язаний з Тоні Кенні гурт Chuff на Kenny. Гурт Chuff вже існував близько трьох років до того, як Мартін і Коултер вперше з ним зіткнулися. Під назвою Chuff квартет був постійним учасником безкоштовних фестивалів прогресивного року, граючи разом із такими провідними музикантами, як Hawkwind та Edgar Broughton Band. Перша реакція гурту на пропозицію Мартіна і Коултера була зневажливою. Але зрештою Мартіну і Коултеру вдалось переконати гурт Chuff змінити назву на Kenny, оскільки Мартін і Коултер нещодавно написали нову версію пісні «The Bump», і дуже хотіли знайти готовий гурт, який би виступив з цією піснею на телебаченні. Отже, гурт Chuff погодився змінити назву на Kenny.
Як головний вокаліст розглядався колишній дитячий актор Кіт Чегвін (Keith Chegwin), але він відмовився.
Мартін і Култер написали більшість успішних пісень для гурту, починаючи з пісні «The Bump», яка посіла 3 місце у британському чарті UK Singles Chart. 
Головну партію та бек-вокал у пісні "The Bump" виконав Баррі Палмер (Barry Palmer).
Ще три сингла потрапляли в чарти у Великобританії: «Fancy Pants», «Baby I Love You, OK!» і «Julie Anne».
На певному етапі гуртом керував Джон Морріс (John Morris), чоловік співачки Клода Роджерс (Clodagh Rodgers).
Зрештою, зіркова слава виявилася надзвичайно швидкоплинною. Концертні справи гурту були кепські, і наприкінці 1976 року гурт Kenny звернувся до суду, щоб звільнитися від Мартіна-Коултера. Згодом вони підписали контракт з лейблом Polydor і записали новий, повністю оригінальний, альбом Ricochet і сингл «Hot Lips». Але альбом і сингл не привернули жодної уваги, і коли серйозна дорожньо-транспортна пригода вивела Стайла з ладу, гурт Kenny розпався. Гурт ніколи не возз'єднувався.
У 1989 році соліст Рік Дрісколл грав на гітарі для гурту Steve Harley and Cockney Rebel у рамках туру «The Come Back, All Is Forgiven Tour» на честь возз'єднання гурту Steve Harley and Cockney Rebel. 
Концерт в Нортгемптонському театрі Derngate Theatre у червні 1989 року був випущений на DVD пізніше того ж року. У 1990 році Дрісколла змінив Роббі Гладуелл (Robbie Gladwell), який станом на 2021 рік продовжує грати на гітарі в гурті. У 1996 році Дрісколл також з'явився в «Identity Parade» в програмі BBC Television, Never Mind the Buzzcocks. Станом на 2021 рік він мешкає на Корфу.

## Учасники гурту
- Рік Дрісколл (Rick Driscoll) — вокал, гітара, народився 1 травня 1957 року в Енфілді
- Ян Стайл (Yan Stile (Ian Stile)) — гітара, народився 16 січня 1955 року в Енфілді
- Кріс Редберн (Chris Redburn) — бас, народився 14 березня 1956 року в Енфілді
- Кріс Леклісон (Chris Lacklison) — клавішні, народився 15 жовтня 1956 року в Лондоні
- Енді Волтон (Andy Walton) — ударні, народився 1 жовтня 1956 року в Енфілді

## Дискографія

### Альбоми
- 1975 — The Sound of Super K (RAK), UK No. 56,[4] GER No. 38[7]
- 1976 — Ricochet (Polydor) (Germany/Japan only)

### Сингли
| Рік  | A-Side                                                   | B-Side                                                                            | Лейбл   | Пікові позиції в чартах | Пікові позиції в чартах | Пікові позиції в чартах | Пікові позиції в чартах | Пікові позиції в чартах |
| Рік  | A-Side                                                   | B-Side                                                                            | Лейбл   | AUS                     | BE                      | GER                     | IRE                     | UK                      |
| ---- | -------------------------------------------------------- | --------------------------------------------------------------------------------- | ------- | ----------------------- | ----------------------- | ----------------------- | ----------------------- | ----------------------- |
| 1974 | "The Bump" (Bill Martin-Phil Coulter)                    | "Forget the Janes, the Jeans and the Might Have Beens" (Bill Martin-Phil Coulter) | RAK 186 | 71                      | 30                      | 19                      | 2                       | 3                       |
| 1975 | "Fancy Pants" (Bill Martin-Phil Coulter)                 | "I'm a Winner" (Bill Martin-Phil Coulter)                                         | RAK 196 | —                       | —                       | 14                      | 3                       | 4                       |
| 1975 | "Baby I Love You, OK!" (Bill Martin-Phil Coulter)        | "The Sound of Super K" (Bill Martin-Phil Coulter)                                 | RAK 207 | —                       | —                       | 21                      | 9                       | 12                      |
| 1975 | "Julie Anne" (Bill Martin-Phil Coulter)                  | "Dancin' Feet" (Rick Driscoll, Yan Style)                                         | RAK 214 | 6                       | —                       | 14                      | 10                      | 10                      |
| 1975 | "Nice to Have You Home" (Bill Martin-Phil Coulter)       | "Happiness Melissa" (Rick Driscoll, Yan Style)                                    | RAK 225 | —                       | —                       | 30                      | —                       | —                       |
| 1976 | "Hot Lips" (Anthony Craig, Edward Adamberry)             | "Bangin' My Head Against a Brick Wall" (Rick Driscoll, Yan Style)                 | Polydor | —                       | —                       | 20                      | 20                      | —                       |
| 1976 | "Red Headed Lady" (Tony Macaulay-Roger Greenaway)        | "Alone Together" (Rick Driscoll, Yan Style)                                       | Polydor | —                       | —                       | 49                      | —                       | —                       |
| 1977 | "Old Songs Never Die" (Tony Macaulay-Roger Greenaway)    | "Don't Hold On" (Rick Driscoll, Yan Style)                                        | Polydor | —                       | —                       | —                       | —                       | —                       |
| 1979 | "Reach Out I'll Be There" (Brian Holland, Lamont Dozier) | "Time Is the Healer" (Nash, Style)                                                | Decca   | —                       | —                       | —                       | —                       | —                       |

#### Список пісень, записаних Kenny
- Жирний шрифт — означає випущений як сингл.

| Пісня                                                  | Автор(и)                                | Тривалість | Продюсер                 | Альбом                         | Рік  | Інше                                                             |
| ------------------------------------------------------ | --------------------------------------- | ---------- | ------------------------ | ------------------------------ | ---- | ---------------------------------------------------------------- |
| "Alone Together"                                       | Rick Driscoll, Yan Style                | 3:14       | Miki Dallon              | Ricochet                       | 1976 | B-side of "Red Headed Lady"                                      |
| "Baby I Love You, OK!"                                 | Bill Martin-Phil Coulter                | 3:54       | Bill Martin-Phil Coulter | The Sound of Super K           | 1975 | A-side of "The Sound of Super K"                                 |
| "Bangin' My Head Against a Brick Wall"                 | Rick Driscoll, Yan Style                | 3:22       | Miki Dallon              | The Singles Collection Plus... | 1976 | B-side of "Hot Lips"                                             |
| "Be My Girl"                                           | Andy Walton, Chris Redburn              | 2:13       | Miki Dallon              | Ricochet                       | 1976 |                                                                  |
| "Dancin' Feet"                                         | Rick Driscoll, Yan Style                | 3:00       | Bill Martin-Phil Coulter | The Singles Collection Plus... | 1975 | B-side of "Julie Anne"                                           |
| "Don't Hold On"                                        | Rick Driscoll, Yan Style                | 2:59       | Edward Adamberry         | none                           | 1977 | B-side of "Old Songs Never Die"                                  |
| "End of a Love Affair"                                 | Yan Style                               | 3:03       | Miki Dallon              | Ricochet                       | 1976 |                                                                  |
| "Fancy Pants"                                          | Bill Martin-Phil Coulter                | 3:24       | Bill Martin-Phil Coulter | The Sound of Super K           | 1975 | A-side of "I'm a Winner"                                         |
| "Forever and Ever"                                     | Bill Martin-Phil Coulter                | 3:30       | Bill Martin-Phil Coulter | The Sound of Super K           | 1975 | UK No. 1 for Slik                                                |
| "Forget the Janes, the Jeans and the Might Have Beens" | Bill Martin-Phil Coulter                | 3:11       | Bill Martin-Phil Coulter | The Singles Collection Plus... | 1975 | B-side of "The Bump"                                             |
| "Glad, Glad, Glad"                                     | Rick Driscoll, Yan Style                | 3:59       | Bill Martin-Phil Coulter | The Sound of Super K           | 1975 |                                                                  |
| "Go into Hiding"                                       | Yan Style                               | 3:07       | Miki Dallon              | Ricochet                       | 1976 |                                                                  |
| "Happiness Melissa"                                    | Rick Driscoll, Yan Style                | 2:29       | Bill Martin-Phil Coulter | The Singles Collection Plus... | 1975 | B-side of "Nice to Have You Home"                                |
| "Hey! Mr. Dream Seller"                                | Rick Driscoll, Yan Style                | 3:14       | Bill Martin-Phil Coulter | The Sound of Super K           | 1975 |                                                                  |
| "Hot Lips"                                             | Anthony Craig, Edward Adamberry         | 2:53       | Miki Dallon              | Ricochet                       | 1976 | A-side of "Bangin' My Head Against a Brick Wall"                 |
| "I Won't Cry"                                          | Rick Driscoll, Yan Style                | 4:02       | Miki Dallon              | Ricochet                       | 1976 |                                                                  |
| "I'm a Winner"                                         | Bill Martin-Phil Coulter                | 3:09       | Bill Martin-Phil Coulter | The Singles Collection Plus... | 1975 | B-side of "Fancy Pants"                                          |
| "I'm Coming Home"                                      | Rick Driscoll, Yan Style                | 2:58       | Miki Dallon              | Ricochet                       | 1976 |                                                                  |
| "Julie Anne"                                           | Bill Martin-Phil Coulter                | 2:59       | Bill Martin-Phil Coulter | The Sound of Super K           | 1975 | A-side of "Dancin' Feet"                                         |
| "Just a Word Away"                                     | Bill Martin-Phil Coulter                |            | Bill Martin-Phil Coulter | The Sound of Super K           | 1975 |                                                                  |
| "Little Darlin'"                                       | Maurice Williams                        | 4:15       | Bill Martin-Phil Coulter | The Sound of Super K           | 1975 |                                                                  |
| "Long Lost Summers"                                    | Rick Driscoll, Yan Style                | 3:08       | Bill Martin-Phil Coulter | The Sound of Super K           | 1975 |                                                                  |
| "Make Up, Break Up"                                    | Andy Walton, Yan Style                  | 2:59       | Miki Dallon              | Ricochet                       | 1976 |                                                                  |
| "Memories"                                             | Rick Driscoll, Yan Style                |            | Bill Martin-Phil Coulter | The Sound of Super K           | 1975 |                                                                  |
| "Nice to Have You Home"                                | Bill Martin-Phil Coulter                | 3:43       | Bill Martin-Phil Coulter | The Sound of Super K           | 1975 | A-side of "Happiness Melissa"                                    |
| "Old Songs Never Die"                                  | Tony Macaulay-Roger Greenaway           | 3:16       | Edward Adamberry         | none                           | 1977 | A-side of "Don't Hold On"                                        |
| "Reach Out I'll Be There"                              | Brian Holland, Lamont Dozier            | 3:13       | Kenny & Gwen Mathias     | none                           | 1979 | A-side of "Time Is the Healer"                                   |
| "Red Headed Lady"                                      | Tony Macaulay-Roger Greenaway           | 2:30       | Miki Dallon              | Ricochet                       | 1976 | A-side of "Alone Together"                                       |
| "The Bump"                                             | Bill Martin-Phil Coulter                | 2:33       | Bill Martin-Phil Coulter | The Sound of Super K           | 1974 | A-side of "Forget the Janes, the Jeans and the Might Have Beens" |
| "The Sound of Super K"                                 | Bill Martin-Phil Coulter                | 3:14       | Bill Martin-Phil Coulter | The Singles Collection Plus... | 1975 | B-side of "Baby I Love You, OK!"                                 |
| "Time Is the Healer"                                   | Nash, Style                             | 3:03       | Kenny & Gwen Mathias     | none                           | 1979 | B-side of "Reach Out (I'll Be There)"                            |
| "You Wrote the Words"                                  | Andy Walton, Yan Style                  | 2:49       | Miki Dallon              | Ricochet                       | 1976 |                                                                  |
| "When You Dance, I Can Really Love"                    | Neil Young ?                            |            | unknown                  | none                           | 1979 | not published                                                    |
| "(Your Love Has Lifted Me) Higher and Higher"          | Carl Smith, Gary Jackson, Raynard Miner | 4:22       | Miki Dallon              | Ricochet                       | 1976 |                                                                  |

#### Кавери пісень, виконані Kenny
| Пісня                                         | Автор(и)                                | Оригінальний виконавець | Альбом                                         | Рік  | Інше                                                                             |
| --------------------------------------------- | --------------------------------------- | ----------------------- | ---------------------------------------------- | ---- | -------------------------------------------------------------------------------- |
| "Little Darlin'"                              | Maurice Williams                        | The Gladiolas           |                                                | 1957 |                                                                                  |
| "Reach Out I'll Be There"                     | Brian Holland, Lamont Dozier            | Four Tops               | Reach Out                                      | 1967 |                                                                                  |
| "The Bump"                                    | Bill Martin-Phil Coulter                | Bay City Rollers        | Rock 'N' Rollers: The Best of Bay City Rollers | 1974 | Originally as the B-side of their October 1974 hit, "All of Me Loves All of You" |
| "(Your Love Has Lifted Me) Higher and Higher" | Carl Smith, Gary Jackson, Raynard Miner | Jackie Wilson           | Higher and Higher                              | 1967 |                                                                                  |

#### Кавери на пісні Kenny
| Пісня              | Автор(и)                 | Виконавець кавера | Назва кавера | Альбом | Рік                                                                        | Інше |
| ------------------ | ------------------------ | --- | --- | --- | -------------------------------------------------------------------------- | ---- |
| "Forever and Ever" | Bill Martin-Phil Coulter | a) Slik b) Peter Orloff Sound Orchester c) Michael Born d) Délizia e) Jean Guinéa f) Pippis g) Bobby Vinton h) Terrorvision i) Motown Corps | a) Forever and Ever b) Forever and Ever (instrumental) c) Ich will dir für immer gehören (German) d) Le procès de l'amour e) Des tonnes de soleil f) Det måste vara kärlek (Swedish) g) Forever and Ever h) Forever and Ever i) Forever and Ever | a) Slik b) Disco Hits Instrumental c) none d) none e) none f) Fyllda Segel! g) none h) The Essential Terrorvision i) none | a) 1975 b) 1976 c) 1976 d) 1978 e) 1978 f) 1978 g) 1981 h) 1997 h) unknown |      |
| "Julie Anne"       | Bill Martin-Phil Coulter | a) James Last b) Billy Larkin c) Tonix | a) Julie Anne b) Julie Anne c) Juliet (Swedish) | a) Non Stop Dancing 1976 b) Uptown Country c) Shang-A-Lang                                                                | a) 1975 b) 1976 c) 1976                                                    |      |